# Circuito de Madring
Der Circuito de Madring, besser bekannt als Madring, ist eine geplante semi-permanente Motorsport-Rennstrecke am nordöstlichen Rande von Madrid, auf der ab 2026 der Große Preis von Spanien der Formel 1 stattfinden soll.

## Streckenverlauf
Die Strecke soll durch das Messegelände Feria de Madrid im Stadtbezirk Barajas führen und permanente mit temporären Abschnitten kombinieren. Entworfen wurde der Stadtkurs von der Firma Dromo, die sich bereits für den Umbau des Circuit Zandvoort im Jahr 2021 verantwortlich zeigte. Das finale Layout wurde aus einer Liste von 24 möglichen Streckenvarianten ausgewählt und umfasst 20 Kurven auf einer Länge von 5,474 km.
Hinter der Schikane nach der Start-Ziel-Geraden folgt eine Reihe schneller Kurven, ähnlich wie auf dem Jeddah Corniche Circuit, bevor man in eine lange überhöhte Kurve gelangt. Anschließend folgt ein technisch anspruchsvoller kurvenreicher Abschnitt. Die letzten Kurven vor der Start-Ziel-Geraden erinnern aufgrund ihres nahezu rechtwinkligen Radius an den letzten Sektor des Sochi Autodrom.